# Орешкин, Павел Ильич
Павел Ильич Орешкин (5 июня 1909 — 27 марта 1997, Царевский уезд, Астраханская губерния) — передовик советского сельского хозяйства, комбайнёр колхоза «Маяк Октября» Ленинского района Сталинградской области, Герой Социалистического Труда (1958).

## Биография
Родился в 1909 году на территории Царевского уезда Астраханской губернии, ныне Стреднеахтубинского района Волгоградской области в русской семье. В 1929 году вся семья переехала в посёлок Маяк Октября Ленинского района Сталинградской области. Вступил в колхоз «Маяк Октября». В 1940 году завершил обучение в школе комбайнёров в Ленинске и до мобилизации в Красную Армию работал в колхозе.
Участник Великой Отечественной войны. Служил связным командира взвода. Весной 1942 года после ампутации обеих ступней Орешкин был комиссован и возвратился в посёлок Маяк Октября. Продолжил работать в Маяковской машинно-тракторной станции. В 1958 году после расформирования станции стал трудиться в колхозе «Маяк Октября». В урожайном 1958 году вместе со штурвальным Алексеем Слащёвым намолотил 9 тысяч центнеров зерна, получив по 25 центнеров с гектара посевной площади. В этом же году принимал участие в Выставке достижений народного хозяйства.
За выдающиеся успехи, достигнутые в деле увеличения производства зерна и других продуктов сельского хозяйства, Указом Президиума Верховного Совета СССР от 20 ноября 1958 года Павлу Ильичу Орешкину было присвоено звание Героя Социалистического Труда с вручением ордена Ленина и золотой медали «Серп и Молот».
Продолжал работать в колхозе до 1969 года. Проживал в посёлке Маяк Октября.
Умер 27 марта 1997 года. Похоронен на сельском кладбище.

## Награды
За трудовые успехи удостоен:
- золотая звезда «Серп и Молот» (20.11.1958),
- орден Ленина (20.11.1958),
- Орден Отечественной войны II степени (11.03.1985),
- Серебряная медаль ВДНХ (1958),
- другие медали.